# 八木沢勝美
八木沢 勝美（やぎさわ かつみ、1920年11月3日 - 2001年11月20日）は、日本の競馬騎手、調教師。
1939年に日本競馬会（後に国営競馬を経て日本中央競馬会）で騎手デビュー。尾形藤吉厩舎の有力騎手として活躍し、1952年のクラシック二冠を制したクリノハナなどで八大競走8勝を挙げた。1965年より調教師に転じ、1969年の天皇賞（秋）優勝馬メジロタイヨウ、1973年の桜花賞優勝馬ニットウチドリなどを管理した。1995年に調教師引退。

## 経歴
1920年、神奈川県横浜市に生まれる。父・八木沢貫作は、当時横浜競馬場の仲住与之助厩舎に所属していた騎手であり、後に勝美の師となる尾形藤吉の弟弟子だった。1933年12月、貫作が風邪をこじらせて死去し、勝美は姉と共に尾形に身元を引き受けられ、府中尋常小学校高等科に通った。1934年9月には後に日本初の1000勝騎手となる保田隆芳が尾形厩舎に入門。当時まだ勝美は尾形の「門下」ではなく養育されているのみだったことから、保田の方が兄弟子となる。1935年春より西園寺八郎の経営になる若草牧場で研修に入り、1年8カ月を過ごしたのち尾形厩舎に戻った。
1939年3月に騎手免許を取得。4月23日、横浜開催の抽せん新馬を初騎乗馬アキバレで3着。翌1940年4月2日、やはり横浜抽せん新馬をナスノホープで制し初勝利を挙げる。1942年には騎乗馬ライオンカップで中山記念（春）を制し、重賞初勝利を挙げた。
太平洋戦争激化による競馬開催中止を翌年に控えた1943年11月より兵役に就き、当初は激戦地の硫黄島（硫黄島の戦い）へ派遣される予定となっていたが、水不足の同地で軍馬の飲用水を確保できず、勝美を含む軍馬の世話係は内地に留め置かれた。後に改めて父島へ派遣されたが間もなく終戦となり、1946年1月に復員。その後は「能力検定競走」の名目で細々と競馬が行われていた日本競馬会東北支所（盛岡）へ赴いたが、人手が足りていたこと、近く正規の競馬開催が再開される見通しもあったことから、尾形と共に盛岡にいた大久保石松の預かりとなり、一時京都競馬場に移った。同年11月より正規開催が復活したが、翌12月には尾形より帰京を促され、1カ月余りで東京に戻る。短い京都滞在であったが、騎乗馬タルマエザンで単勝払い戻し1万2000円という穴を開けた記録がある。
尾形厩舎の主戦騎手は兄弟子の保田が務めたが、勝美も数々の有力馬に騎乗した。1949年にはヤシマドオターで桜花賞を制し、クラシック競走を初制覇。1952年にはクリノハナで皐月賞と東京優駿（日本ダービー）の二冠を制し、ダービージョッキーとなった。ほか八大競走では優駿牝馬（オークス）3勝、オンワードゼアでの有馬記念制覇がある。騎手としては尾形譲りの追い込みを身上とし、日本中央競馬会発行の『日本ダービー25年史』（1959年刊）においては、「保田騎手とともに尾形厩舎の双璧」と評されている。また、敗れたレースでは1961年の日本ダービーでメジロオーに騎乗して勝ち馬ハクショウとハナ差の2着がある。
尾形より調教師転身を促され、1964年のシーズン終了を待たず騎乗を終えた。騎手通算2841戦457勝、うち八大競走8勝を含む重賞20勝。
1965年3月に調教師免許を取得し、東京競馬場に厩舎を開業。同月6日、メジロオーから繋がりができた北野豊吉所有馬のメジロギャランで管理馬初出走（3着）、5月8日に同馬で初勝利を挙げた。調教師としては北野が厩舎の後援者となった。1965年、メジロマジョルカがクイーンカップを制し、調教師として重賞を初勝利。1969年、メジロタイヨウで天皇賞（秋）を制し、調教師として八大競走を初勝利を挙げた。同馬にはかねて勝美が「追える騎手」として評価していた横山富雄を起用、横山は当時フリー騎手として不遇をかこっていたが、八木沢が北野に進言して以降「メジロ」の主戦騎手となった。1973年には横山騎乗のニットウチドリが桜花賞、ビクトリアカップの「牝馬二冠」を制覇、年末の有馬記念でも推薦出走ながら2着となった。以後八大競走の優勝はなかったが、1979年と1980年には、オキノサコン、ナカミショウグンの2頭で、障害の最高競走・中山大障害（春）を連覇した。前者の年には調教技術賞を受賞している。
1995年2月28日、定年まで2年を残していたが、健康不安もあり調教師を引退した。通算4136戦425勝、うち八大競走2勝を含む重賞21勝。2001年11月20日、病気のため81歳で死去した。

## 成績

### 騎手成績
- 通算4136戦425勝[9]

#### 主な騎乗馬

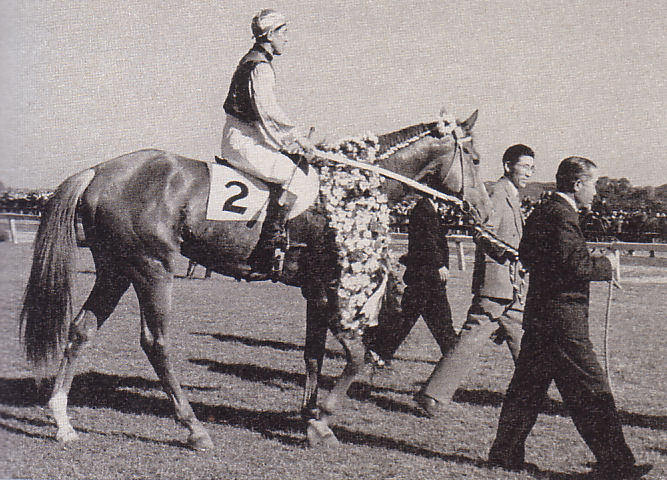
クリノハナ（日本ダービー優勝時）

※括弧内は八木沢騎乗時の優勝競走。強調は八大競走。
- ライオンカップ（1942年横浜特別[1]、中山記念・春）
- ヤシマドオター（1949年桜花賞）
- タビト（1949年目黒記念・春）
- アヅマホマレ（1949年朝日杯3歳ステークス）
- タカハタ（1951年朝日杯3歳ステークス）
- スウヰイスー（1952年優駿牝馬）
- クリノハナ（1952年皐月賞、東京優駿）
- ヤマイチ（1954年優駿牝馬）
- タカハギ（1955年セントライト記念）
- タツトモ（1955年読売カップ・春）
- マサタカラ（1957年カブトヤマ記念）
- ミスマルサ（1958年優駿牝馬）
- オンワードゼア（1958年有馬記念）
- メイタイ（1959年スプリングステークス）
- ホマレボシ（1961年日本経済賞、ダイヤモンドステークス）
- スズホープ（1962年日本短波賞）

#### 受賞
- 優秀騎手賞1回（1957年）[1]
- 優秀技術賞1回（1960年）[1]

### 調教師成績

#### 主な管理馬
※括弧内は八木沢管理下の優勝競走。強調は八大競走。
- メジロマジョルカ（1966年クイーンカップ）
- メジロフレーム（1966年京成杯3歳ステークス 1967年スプリングステークス）
- メジロタイヨウ（1968年目黒記念・秋 1969年アメリカジョッキークラブカップ、天皇賞・秋）
- ニットウチドリ（1973年阪神4歳牝馬特別、桜花賞、ビクトリアカップ）
- オキノサコン（1979年東京障害特別・秋 1980年中山大障害・春）
- メジロマーティン（1979年カブトヤマ記念）
- ナカミショウグン（1980年東京障害特別・春 1981年中山大障害・春）
- ナカミサファイヤ（1980年新潟記念）
- ナカミジュリアン（1987年クイーンカップ）
- ジムクイン（1990年中山牝馬ステークス）
- ハシノケンシロウ（1990年福島記念 1991年カブトヤマ記念 1993年新潟大賞典）
- フラッシュシャワー（1991年フラワーカップ）

#### 受賞
- 調教技術賞（関東）1回（1979年）